# Hoa hậu Canada
Hoa hậu Canada là một cuộc thi sắc đẹp dành cho phụ nữ ở Canada. Nó được thành lập tại Hamilton vào năm 1946. Không có cuộc thi nào được diễn ra từ năm 1993 đến năm 2008. Cuộc thi đã được mua bản quyền lại vào năm 2009 bởi một tổ chức Québec tổ chức này đã sản xuất cuộc thi với tên gọi cho đến ngày nay.

### Bộ sưu tập ảnh

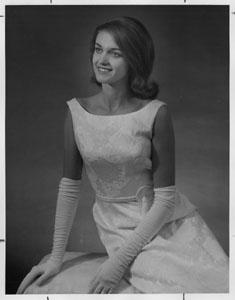
Linda Douma, Hoa hậu Canađa 1965

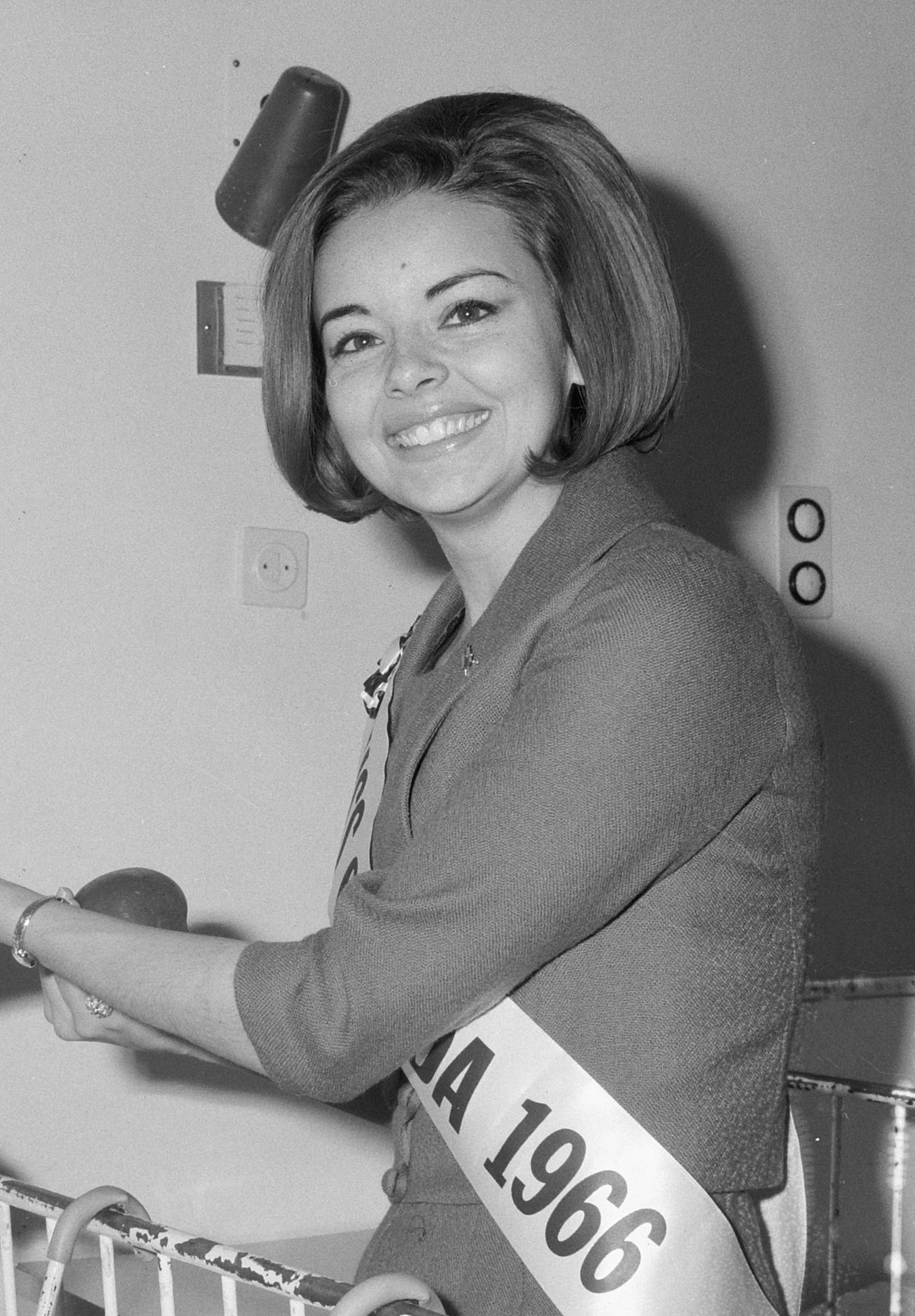
Diane Landry, Hoa hậu Canađa 1966

## Hoa hậu

### Danh sách hoa hậu
| Năm  | Hoa hậu                   | Quê quán             | Tiểu bang        |
| ---- | ------------------------- | -------------------- | ---------------- |
| 2021 | Madison Stewart           | Vancouver            | British Columbia |
| 2020 | Bremiella De Guzman       | Surrey               | British Columbia |
| 2019 | Christine Jamieson        | Mission              | British Columbia |
| 2018 | Maria Giorlando           | Ontario              | Thủ đô           |
| 2017 | Ciara Thompson            | Huntsville           | Ontario          |
| 2016 | Anabelle Côté             | Sherbrooke           | Quebec           |
| 2015 | Dominique Doucette        | Campbellton          | New Brunswick    |
| 2014 | Priya Madaan              | Windsor              | Ontario          |
| 2013 | Inès Gavran               | Quebec               |                  |
| 2012 | Jaclyn Miles              | Amherstburg          | Ontario          |
| 2011 | Tara Teng                 | Vancouver            | British Columbia |
| 2010 | Mélanie Paquin            | Gatineau             | Quebec           |
| 2009 | Lorie Racicot             | Montreal             | Quebec           |
| 1992 | Nicole Dunsdon            | Summerland           | British Columbia |
| 1991 | Leslie McLaren            | Edmonton             | Alberta          |
| 1990 | Robin Lee Ouzunoff        | Niagara Region       | Ontario          |
| 1989 | Juliette Powell           | Laurentians Region   | Quebec           |
| 1988 | Melinda Gillies           | London               | Ontario          |
| 1987 | Tina May Simpson          | Niagara Region       | Ontario          |
| 1986 | Rene Newhouse             | Cranbrook            | British Columbia |
| 1985 | Karen Elizabeth Tilley    | Calgary              | Alberta          |
| 1984 | Cynthia Kereluk           | Edmonton             | Alberta          |
| 1983 | Jodi Yvonne Rutledge      | Manitoba             |                  |
| 1982 | Karen Dianne Baldwin      | London               | Ontario          |
| 1981 | Dominique Dufour          | Laval                | Quebec           |
| 1980 | Terry MacKay              | Calgary              | Alberta          |
| 1979 | Heidi Quiring             | Manitoba             |                  |
| 1978 | Catherine Swing           | Toronto              | Ontario          |
| 1977 | Yvonne Foster             | Saskatoon            | Saskatchewan     |
| 1976 | Sylvia McGuire            | Nova Scotia          |                  |
| 1975 | Terry Lynne Meyer         | Edmonton             | Alberta          |
| 1974 | Blair Lancaster           | Burlington           | Ontario          |
| 1973 | Gillian Regehr            | Victoria             | British Columbia |
| 1972 | Donna Mary Sawicky        | Kitchener-Waterloo   | Ontario          |
| 1971 | Caroline Amelia Commisso  | Thunder Bay          | Ontario          |
| 1970 | Julie Maloney             | Hull                 | Quebec           |
| 1969 | Marie-France Beaulieu     | Montreal             | Quebec           |
| 1968 | Carol McKinnon            | Prince Edward Island |                  |
| 1967 | Barbara Kelly             | Vancouver            | British Columbia |
| 1966 | Diane Landry              | Winnipeg             | Manitoba         |
| 1965 | Linda Douma               | Victoria             | British Columbia |
| 1964 | Carol Ann Balmer          | Toronto              | Ontario          |
| 1962 | Helena "Nina" Holden      | Victoria             | British Columbia |
| 1961 | Iris Thurlwell            | Toronto              | Ontario          |
| 1960 | Rosemary Catherine Keenan | Rothesay             | New Brunswick    |
| 1959 | Danica d'Hondt            | Vancouver            | British Columbia |
| 1958 | Joan May Fitzpatrick      | Windsor              | Ontario          |
| 1957 | Dorothy Moreau            | Montreal             | Quebec           |
| 1955 | Dalyce Smith              | Whitehorse           | Yukon Territory  |
| 1954 | Barbara Joan Markham      | Cornwall             | Ontario          |
| 1953 | Kathleen Archibald        | Kelowna              | British Columbia |
| 1952 | Marilyn Reddick           | Toronto              | Ontario          |
| 1951 | Marjorie Kelly            | Courtland            | Ontario          |
| 1950 | Margaret Bradford         | London               | Ontario          |
| 1949 | Margaret Lynn Munn        | Vancouver            | British Columbia |
| 1948 | Betty Jean Ferguson       | Halifax              | Nova Scotia      |
| 1947 | Margaret Marshall         | Toronto              | Ontario          |
| 1946 | Marion Saver              | North York           | Ontario          |